# Darren Chen
Guan Hong (chinois : 鴻 ; pinyin : Guān Hóng), connu sous le pseudonyme de Darren Chen, est un acteur taïwanais, né le 15 janvier 1995 à Taïwan. Il est révélé à la télévision grâce au rôle de Huaze Lei de la série télévisée chinoise Meteor Garden (流星花园, 2018).

## Biographie

### Enfance et formation
Darren Chen est né le 15 janvier 1995 à Taïwan. Il est diplômé au lycée Taipei Municipal Heping High School (臺北市立和平高級中學) au district de Daan à Taipei.

### Carrière
Darren Chen débute dans le rôle de Lin Yutang dans les séries télévisées chinoises Proud of Love (别那么骄傲, 2016) et Proud of Love 2 (别那么骄傲2, 2017),.
En 2017, le producteur Angie Chai le choisit pour incarner le rôle de Hua Ze Lei dans Meteor Garden (流星花园), une adaptation du manga Hana yori dango (花より男子) de Yōkō Kamio (1992-2003) déjà transposé à la télévision taïwanaise sous le titre Meteor Garden (流星花園, 2001),,. En novembre, à l’occasion de cette série, il apparaît dans le magazine Harper's Bazaar aux côtés de Dylan Wang, Connor Leong et Caesar Wu.
En 2018, il confirme son engagement à la comédie romantique X Love (月半爱丽丝) aux grands écrans.
En 2019, il est engagé pour interpréter son premier rôle principal dans une série dramatique historique The Story of Ming Dynasty (成化十四年), produit par Jackie Chan.

## Filmographie

### Film
- 2019 : X Love (月半爱丽丝) : Huang Ke

### Séries télévisées
- 2016 : Proud of Love (别那么骄傲) : Lin Yutang (13 épisodes)
- 2017 : Proud of Love 2 (别那么骄傲2) : Lin Yutang (13 épisodes)
- 2018 : Meteor Garden (流星花园) : Hua Ze Lei (49 épisodes)
- 2019 : The Story of Ming Dynasty (成化十四年) : Tang Fan
- 2020 : My Unicorn Girl (盔甲上的少女) : Wen Bing (24 épisodes)

## Discographie
| Année | Titre anglais                    | Titre chinois | Album                  | Notes                                      |
| ----- | -------------------------------- | ------------- | ---------------------- | ------------------------------------------ |
| 2018  | For You                          |               | Meteor Garden 2018 OST | avec Dylan Wang, Connor Leong et Caesar Wu |
| 2018  | Creating Memories                | 创造回忆      | Meteor Garden 2018 OST | avec Dylan Wang, Connor Leong et Caesar Wu |
| 2018  | Never Would've Thought of        | 从来没想到    | Meteor Garden 2018 OST | avec Dylan Wang, Connor Leong et Caesar Wu |
| 2018  | The Tenderness Behind the Flower | 花背后的温柔  | Meteor Garden 2018 OST | [ 10 ]                                     |